# 両新田西町
両新田西町（りょうしんでんにしちょう）は、埼玉県草加市の町名。郵便番号は340-0027。

## 地理
埼玉県の東部地域で、草加市南西部の沖積平野に位置する南北にやや長い地域。東隣の両新田東町との境界線は複雑に錯綜し、周辺に大小複数の飛地を有する。地内は主に住宅地であるが、中央部を中心に畑等の農地も点在する。埼玉県道104号川口草加線の沿線は準工業地域に指定されている。

### 地価
住宅地の地価は、2022年（令和4年）の公示地価によれば、両新田西町字塚田165番地5の地点で10万9000円/m2となっている。

## 沿革
かつては江戸期より存在した武蔵国足立郡谷古田領彦右衛門新田であった。彦右衛門とは開発者の名前である。古くは武蔵国足立郡谷古田領のうちの新田村名である両新田であったと云う。1697年（元禄10年）の検地の際に両新田より分村して成立したと云う。
- はじめは幕府領。以降変遷なし[6]。
- 幕末の時点では足立郡に属し、明治初年の『旧高旧領取調帳』の記載によると、幕府領（代官・佐々井半十郎支配所）であった[8]。
- 1868年（慶応4年）6月19日 - 幕府領が武蔵知県事・山田政則（忍藩士）の管轄となる。
- 1869年（明治2年） 
  - 1月13日 - 武蔵知県事・宮原忠英の管轄区域に大宮県を設置。県庁は東京府馬喰町に置かれる。
  - 9月29日 - 県庁が浦和に置かれ浦和県に改称。
- 1871年（明治4年）11月13日 - 第1次府県統合により埼玉県の管轄となる。
- 1879年（明治12年）3月17日 - 郡区町村編制法により成立した北足立郡に属す。郡役所は浦和宿に設置。
- 1889年（明治22年）4月1日 - 町村制施行に伴ない、下谷塚村、中谷塚村、上谷塚村、東遊馬村、瀬崎村、柳島村、新里村、市右衛門新田、彦右衛門新田が合併して谷塚村が成立。谷塚村の大字彦右衛門新田となる。
- 1940年（昭和15年）11月23日 - 谷塚村が町制施行され、谷塚町の大字となる
- 1955年（昭和30年）1月1日 - 谷塚町が草加町、新田村と合併して新たな草加町となり、草加町の大字となる。
- 1958年（昭和33年）11月1日 - 市制が施行され、同時に草加町大字彦右衛門新田から両新田西町に町名変更[7]。地名の由来は東に隣接する市右衛門新田とともに両新田と呼ばれたことによる。
- 1979年（昭和54年）4月1日 - 地内に草加市立両新田中学校が開設される[9]。
- 1982年（昭和57年）4月1日 - 地内に草加市立両新田小学校が開設される[10]。

## 世帯数と人口
2022年（令和4年）1月1日現在の世帯数と人口は以下の通りである。
| 町丁       | 世帯数  | 人口    |
| ---------- | ------- | ------- |
| 両新田西町 | 963世帯 | 2,027人 |

## 小・中学校の学区
市立小・中学校に通う場合、学区は以下の通りとなる。
| 番地                                            | 小学校               | 中学校               |
| ----------------------------------------------- | -------------------- | -------------------- |
| 1番地から438番地、458番地から467番地            | 草加市立両新田小学校 | 草加市立両新田中学校 |
| 439番地から441番地、446番地、448番地から457番地 | 草加市立新里小学校   | 草加市立両新田中学校 |

## 交通

### 鉄道
町域内に鉄道は敷設されていない。最寄り駅は東武伊勢崎線（東武スカイツリーライン）新田駅であるが、両新田西町字塚田165番地5の地点より2.2 km程離れている。

### 道路
- 埼玉県道・東京都道103号吉場安行東京線
- 埼玉県道・東京都道104号川口草加線
- 毛長橋通り

## 施設
- 草加市立両新田小学校
- 草加市立両新田中学校
- 草加警察署柳島交番
- 両新田西町会館